# Westminster Records
Westminster Records est un Label discographique indépendant américain de musique classique, anciennement basé à New York, dans l'État de New York, actif entre 1949 et 1965. Le fonds est par la suite publié par Deutsche Grammophon sous l'étiquette Westminster, The Legacy.

## Histoire
Le label est cofondé en 1949 par l'homme d'affaires britannique établi aux États-Unis, James Grayson (1897–1980), propriétaire du magasin Westminster Record Shop à New York (en était le directeur), Mischa Naida (qui a créé plus tard le label Musical Heritage Society), le chef d'orchestre tchèque Henry Swoboda (directeur musical) et Henry Gage. Sa marque était Big Ben et son slogan équilibre naturel (« natural balance ») ou prise de son naturelle, en référence à ses techniques d'enregistrement à un seul micro, similaire au Living Presence de Mercury. L'usage de l'enregistrement sur bande magnétique permettait des montages pour constituer le master destiné à la fabrication du nouveau disque vinyle longue durée ou LP. Les enregistrements étaient souvent effectués à Vienne en raison d'un coût nettement moins important et du nombre important de musiciens qui s'y trouvaient. En 1951, Kurt List, d'abord consultant, devient directeur artistique en 1952 à la place de Swoboda. Ancien élève d'Alban Berg, List contribue à forger l'image de la firme, notamment par un texte présentant la philosophie de Westminster : Recorded Hight Fidelity.
Dès le début, les enregistrements du label sont techniquement supérieurs à la plupart des autres du marché, et il a vite acquis une popularité dans la communauté des audiophiles. Le catalogue comptait 150 références dès la mi-1951, 500 en 1954 et 1 000, cinq ans plus tard. À la fin des années 1950 l'entreprise a commencé à produire des enregistrements stéréophoniques, notamment un rare disque d'orchestre du compositeur suédois Hugo Alfvén (1872–1960), dirigé par lui-même. La collection d'enregistrements classiques Westminster Laboratory (ou W-Lab) était techniquement supérieure aux autres marques et vendue à un prix supérieur aux autres disques Westminster. Les disques vendus au Royaume-Uni ont été gérés par la firme Nixa Records, dès 1953.
La société est vendue au début des années 1960 à ABC-Paramount Records, qui d'abord a continué à produire de nouveaux enregistrements, tout en rééditant les anciens sous l'étiquette « Westminster Gold » ; mais en 1965, la création des nouveautés s'est arrêtée. Début 1970, la collection des rééditions d'ABC « Westminster Gold » a adopté un design de pochettes qui utilisaient fantaisie et humour pour séduire les fans de musique classique des lycées et facultés.
MCA Records a acquis le catalogue Westminster lorsque ABC Records s'en sépare en 1979. Tout en poursuivant la distribution d'albums de musique classique du catalogue d'ABC, MCA engage John Sievers, l'ancien chef du département classique d'ABC, pour démarrer son propre département classique au sein de MCA. L'année suivante, MCA réédite beaucoup de fonds de catalogue de Command Records, Decca Records et ABC/Westminster Records sous étiquette « MCA Westminster »

## Catalogue
Les grands noms qui dominent le catalogue sont Hermann Scherchen, Paul Badura-Skoda, Jörg Demus, Fernando Valenti et Antonio Janigro. Le répertoire était centré sur la musique baroque et classique avec quelques grandes interprétations de Mahler ou Glière, mais il n'y avait pas de musique contemporaine.
Le premier disque publié avec quatre autres en avril 1950, est un enregistrement du Te Deum et de l'ouverture de théâtre de Kodály sous la référence WL5001, avec Sena Jurinac, qui se distingua plus tard avec Il tramonto d'Ottorino Respighi et des lieder (op. 39 et 42) de Schumann. Un tiers des premiers vinyles publiés sont constitués du répertoire de musique de chambre, avec le succès notamment du quintette la truite de Schubert, par le pianiste Paul Badura-Skoda, le quatuor à cordes du Konzerthaus de Vienne (Quatuor Barylli) et le contrebassiste Josef Hofmann ; suivi des quatuors à cordes, du Quintette à cordes et de l'octuor. Dans le répertoire vocal outre Jurinac, le ténor Léopold Simoneau, laisse un rare récital Henri Duparc (1956).
Dès octobre 1950, commence la collaboration avec le chef d'orchestre Hermann Scherchen, avec la Messe en si mineur de Bach, le Requiem de Mozart et les symphonies de Haydn et de Beethoven. Pour le réenregistrement de la neuvième de ce dernier (1962), en stéréo, le directeur artistique Kurt List, choisit Pierre Monteux et le Royal Philharmonic Orchestra, dont Westminster publie aussi des extraits des répétitions. Le chef laisse, dans la foulée de l'enregistrement précédent, un Roméo et Juliette de Berlioz avec le ténor canadien André Turp. La Symphonie fantastique est dirigée par René Leibowitz.
En 1951, un quatuor composé de trois membres autrichiens réfugiés en Angleterre depuis 1933 et un anglais, le London Vienna Quartet enregistre les quintettes des Mozart avec l'altiste Cecil Aronowitz, considéré comme un cinquième membre. Peu d'années après, ils changeront de nom pour s'appeler Quatuor Amadeus. Dans les années 1950, de jeunes artistes enregistrent pour la firme : le pianiste Daniel Barenboim (16 ans) et le guitariste Julian Bream dès 1955 dans Sor et Villa-Lobos. En duo ou en solo, Paul Badura-Skoda et Jörg Demus n'avaient guère plus de vingt ans lors de leurs premières collaborations pour le label. Les autres solistes, non des moindres, portent les noms de Nina Milkina dans Carl Philipp Emanuel Bach et Scarlatti et Clara Haskil dans Mozart et Scarlatti, Egon Petri dans Bach et des sonates de Beethoven, Raymond Lewenthal dans Rachmaninoff.
La première de Mahler est enregistrée par Scherchen avec le Royal Philharmonic, qui sur les disques est appelé Philharmonic Symphony Orchestra of London. Les symphonies de Mozart sont enregistrées par Erich Leinsdorf (1955) avec le même orchestre et diverses œuvres de Tchaïkovski par Artur Rodziński. Dans le concerto pour violon, la partie soliste était tenue par Erica Morini, qui enregistra aussi celui de Brahms. Enfin, à Vienne, Adrian Boult enregistre Holst et les deux fantaisies de Vaughan Williams (1959). Outre Mahler, Scherchen apporte une contribution originale au catalogue en enregistrant la troisième symphonie et le ballet Le Pavot rouge de Reinhold Glière. Pour Bruckner, Westminster se déplace à Munich pour la huitième symphonie sous la direction de Hans Knappertsbusch (1963), qui enregistre aussi le Fidelio de Beethoven avec Maria Stader, Jurinac et Jan Peerce.
Le catalogue Westminster, comme l'ensemble du fonds de musique classique de MCA, est maintenant la possession de Deutsche Grammophon.